# Kye Yong-mook
Kye Yong-mook (en hangeul : 계용묵, 8 septembre 1904 - 1961) est un écrivain sud-coréen.

## Biographie
Kye Yong-mook est né sous le nom de Ha Tae-yong le 8 septembre 1904, à Seoncheon dans la province de Pyongan du Nord qui est actuellement en Corée du Nord. Il a fréquenté l'école publique Sambong et a suivi ses études à l'université Tōyō au Japon. Son premier ouvrage publié fut son poème La classe brisée (Geulbang-i kkae-eo-jyeo) qui est paru dans le magazine pour la jeunesse Nouvelle voix (Sae sori) en 1920. En 1925, il a remporté le concours littéraire organisé par le magazine Saenjang avec son poème Ô Bouddha et les esprits divins, le printemps est arrivé (Bucheonim, Geomnim, bomi wanne).
Il a commencé à écrire des nouvelles avec la publication en 1927 de Monsieur Choe (Choe seobang) dans le magazine Joseon mundan (Monde littéraire Joseon), et il n'est jamais revenu à la poésie après cette période. Comme de nombreux auteurs de l'époque, y compris Yi Sang, il a été emprisonné par le gouvernement colonial japonais. Les accusations portées contre lui ont été « Affiche un non-respect envers l'empereur », et en août 1943, il a été emprisonné. Après la Libération, il a lutté pour maintenir une position non partisane dans l'atmosphère de plus en plus conflictuelle caractérisant le monde littéraire coréen. Il est mort en 1961 alors qu'il publiait en feuilleton son roman Seolsujip dans la revue Hyundae Munhak (Littérature contemporaine). Son récit Adada, l'Idiote (Baekchi Adada) a également été adapté en film par le réalisateur Im Kwon-taek en 1988.

## Œuvre
L'Institut coréen de traduction littéraire (LTI of Korea) résume son travail de la manière suivante :
Les premiers travaux de Kye manifestent l'influence de la pensée socialiste sur ses récits. Il dépeint la situation des fermiers exploités par des propriétaires cupides. Lorsqu'il fait son retour dans le monde littéraire, après une interruption de quelques années, il abandonne cependant son point de vue socialiste dans ses récits : Adada, l'Idiote (Baekchi Adada), publié en 1935, porte clairement les traces de ce changement. Il s'agit de l'histoire d'une femme handicapée mentale avec pour toile de fond une critique des mœurs contemporaines où tout est prétexte à la poursuite du gain matériel. Cette avidité est réduite à des problèmes de base chez l'être humain et n'est pas présentée sous la forme de conflit de classe. Dans ses travaux ultérieurs, Kye a commencé à se concentrer davantage sur l'art de l'écriture en tant que tel et a fait appel au mysticisme et au symbolisme pour développer ses récits. Plutôt vagues dans le ton, ces travaux diffèrent de ses premières histoires dans la mesure où ils n'ont pas de conscience historique et dépeignent les gens ordinaires comme de simples objets d'observation. Néanmoins, ils révèlent de plus en plus le raffinement de la technique artistique de Kye Yongmuk, une tendance qui se poursuit dans ses travaux après la Libération de la Corée, y compris En comptant les étoiles (Byeoreul Henda), Le vent souffle encore (Barameun geunyang bulgo), et Cigales (Mulmaemi). Il est connu pour être un écrivain qui a contribué (principalement dans les années 1930) au raffinement stylistique de la littérature moderne en Corée.